# Caleb Brown
Caleb Brown (ur. 8 marca 1987 w Gold Coast) – australijski rugbysta grający na pozycji skrzydłowego ataku, reprezentant kraju w rugby 7.
Uczęszczał do The Southport School, gdzie występował w pierwszej drużynie i w latach 2003–2004 otrzymywał powołania do kadry Australian Schoolboys.
Był stypendystą Queensland Academy of Sport oraz ogólnokrajowego programu National Talent Squad. Był również reprezentantem Queensland w kategorii U-18 i po zakończonych na finale mistrzostwach kraju otrzymał w 2004 roku wyróżnienie dla najlepszego zawodnika w stanie. Znalazł się w pierwotnym składzie kadry, nie zagrał jednak w zakończonym triumfem turnieju rugby 7 na Igrzyskach Wspólnoty Narodów Młodzieży 2004.
W styczniu 2005 roku otrzymał kontrakt w zespole Reds, będąc pierwszym od dekady zawodnikiem, od czasów Eltona Flatleya, któremu ta sztuka udała się od razu po ukończeniu szkoły.
W Super 14 zadebiutował meczem z Crusaders, a następnie pojawił się na boisku jeszcze w dziewięciu spotkaniach. Został tym samym jednym z pierwszej czwórki stypendystów NTS (pozostałymi byli David Pocock, Josh Holmes i Saia Faingaʻa) grających w tych rozgrywkach. W drugiej części sezonu zagrał w nieoficjalnym spotkaniu reprezentacji Queensland z japońskim klubem NEC Green Rockets, następnie już w barwach Reds wystąpił przeciw rezerwom reprezentacji Fidżi, we wszystkich czterech meczach zakończonej na finale kampanii Australian Provincial Championship oraz meczu z reprezentacją Japonii, a w tych siedmiu spotkaniach zdobył dwanaście przyłożeń. Po raz drugi przeciw Japończykom wystąpił w listopadzie w ramach drużyny Prime Minister's XV.
W tym samym roku otrzymał powołanie do reprezentacji U-19 na mistrzostwa świata, jednak ostatecznie zamiast do Dubaju udał się do Francji z kadrą U-21 na zakończone czwartą pozycją mistrzostwa świata w tej kategorii wiekowej, podczas których wystąpił we wszystkich pięciu meczach. Jego ówczesny trener z Gold Coast Breakers, Grant Batty, typował go już wówczas do występów w seniorskiej reprezentacji.
Sezon 2007 był dla niego całkowicie nieudany, z powodu kontuzji nie zagrał bowiem w żadnym spotkaniu Reds ani też w jedynym rozegranym sezonie rozgrywek Australian Rugby Championship pomimo nominacji do drużyny East Coast Aces.
W 2008 roku został powołany do kadry rugby siedmioosobowego na cztery turnieje IRB Sevens World Series sezonu 2007/2008: w Hongkongu, Adelaide, Londynie i Edynburgu. Następnie powrócił do Reds w ostatniej kolejce sezonu.
W czerwcu 2008 roku podpisał dwuletni kontrakt z Western Force, na pierwsze zgrupowanie udając się wprost ze spotkania Breakers. Udał się z zespołem na tournée na Wyspy Brytyjskie, gdzie zagrał w trzech meczach, lecz na treningu powróciła kontuzja ścięgna, która wyeliminowała go z dalszych gier, a ostatecznie spowodowała rozwiązanie kontraktu z zawodnikiem.